# Wahlenbergia quadrifida
Wahlenbergia quadrifida är en klockväxtart som först beskrevs av Robert Brown, och fick sitt nu gällande namn av A.Dc. Wahlenbergia quadrifida ingår i släktet Wahlenbergia och familjen klockväxter. Inga underarter finns listade i Catalogue of Life.